# Dante Colle

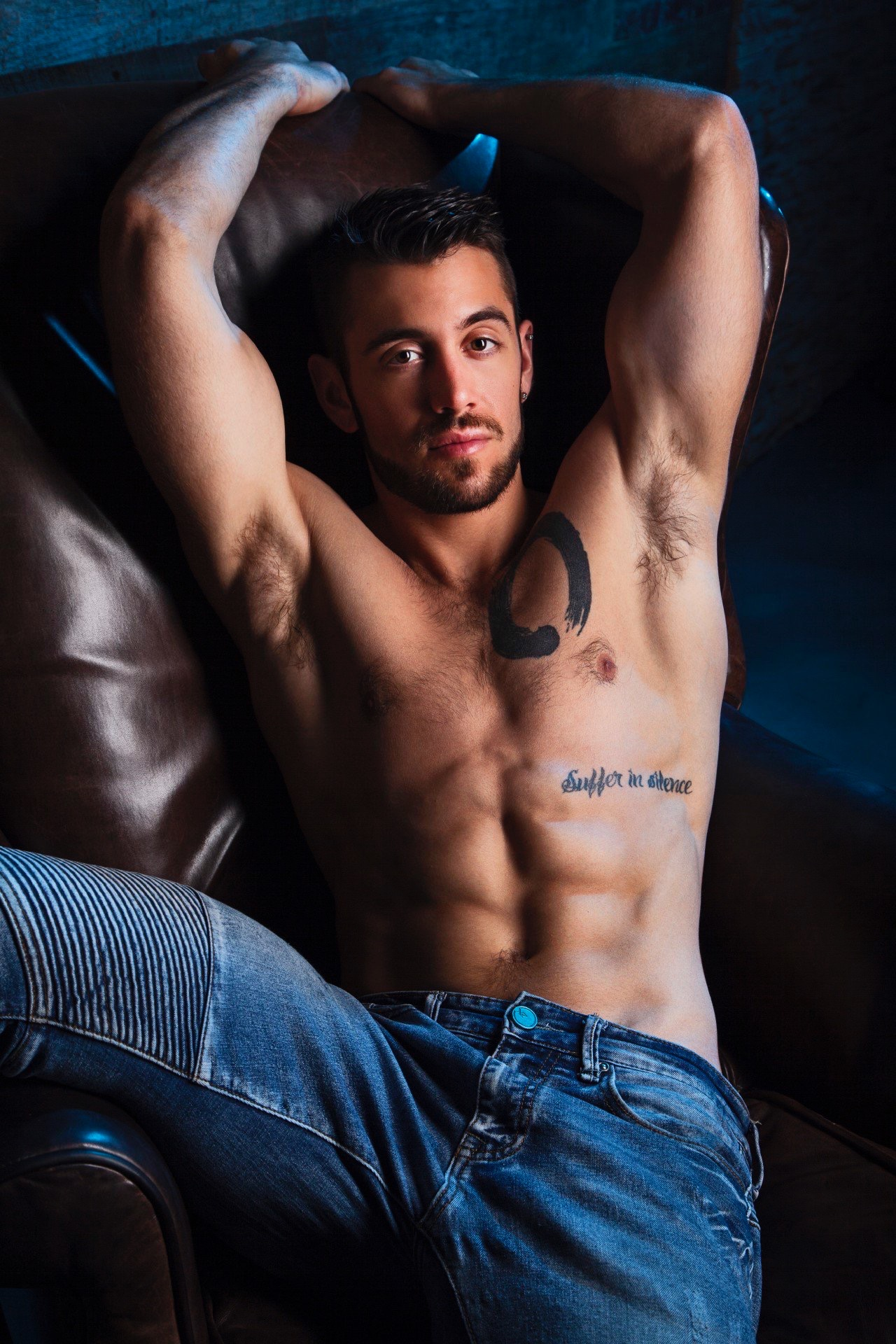
Dante Colle (2020)

Dante Colle [kɔʊl] (* 2. August 1994 in Addison, Illinois) ist ein amerikanischer Pornodarsteller, hauptsächlich homosexueller Pornografie.

## Sexualität und Karriere
Colle kam in das Pornografiegeschäft, indem er sich mit 18 Jahren auf eine Werbeanzeige der Website Backpage meldete und daraufhin begann für Corbin Fisher zu drehen. Vor dieser Arbeit bezeichnete er sich als heterosexuell. 2013 unterschrieb er einen 4-Jahres-Vertrag bei einem Studio für Schwulenfilme mit dem Pseudonym Ryder. Nach dessen Beendigung habe sich seine Sicht auf Sexualität geändert. Seit 2018 dreht er auch in hetero-, bisexuellen und Transgender-Pornofilmen, etwa für WhyNotBi? und TransSensual, ist aber aufgrund der zuvor mehrjährigen Arbeit hauptsächlich als Schwulen-Darsteller bekannt. In einem Interview beschrieb er, dass er sich nicht mit einer Sexualität identifiziere, sondern generell offen sei. Typischerweise tendiere er jedoch mehr zu Frauen. Für die Januar-Ausgabe 2021 der XBIZ World schrieb Colle eine Kolumne darüber, sowohl in der hetero- als auch in der homosexuellen Branche zu drehen. Dort nannte er sich „sexuell fluid“ und wünschte sich, dass in Zukunft mehr männliche Darsteller für verschiedene Genres offen sein würden. Seines Erachtens nach würde dies Stigmatisierung reduzieren.
2020 gewann Colle bei den Grabby Awards als „Performer des Jahres“ gemeinsam mit Michael Delray. Außerdem war er mit vier Kollegen in dem Dokumentarfilm Pornstar Pandemic zur Auswirkung der COVID-19-Pandemie auf die Arbeit von Pornodarstellern vertreten und drehte mit OnTheTelly für das Virtual-Reality-Studio VRFanService eine auf den Anwender bezogen geschlechtsunspezifische „Boyfriend Experience“.
Bei den XBIZ Awards 2021 wurde er als erster in der neuen geschlechtsneutralen Kategorie „Performer des Jahres“ (Die Kategorien „Male/Female Performer of the Year“ wurden zugleich weiterhin vergeben).

## Filmografie (Auswahl)
- 2017: Hidden Palms
- 2017: Keep Watching
- 2018: Bisexual Fantasies
- 2018: Bi-Seually Active
- 2018: Boys Trip
- 2018: Bukkake Bitch (II)
- 2018: Chosen Few
- 2018: Cross Fuck
- 2018: Electric Sex
- 2018: Hot for Transsexuals 5
- 2018: Law of Attraction XXX
- 2018: Men Goes Raw
- 2018: My TS Stepsister 2
- 2018: On Leave
- 2018: Pranksters 2
- 2018: Raw 3: Hung and Raw
- 2018: Reality Dudes 8
- 2018: Restricted Pleasure
- 2018: Schoolboy Fantasies 5: My College Years
- 2018: Snap
- 2018: Spot Me
- 2018: Trans School Girls
- 2018: Transsexual Hitchhikers
- 2018: TS Heartbreakers
- 2018: TS Life
- 2018: We Swing Both Ways 2
- 2018: Young Lads
- 2019: All About Hope
- 2019: At Large
- 2019: Bareback Crashpad
- 2019: Becuming Bisexual
- 2019: Bi-Curious Boyfriends
- 2019: Bi More Oil
- 2019: Bi Peg To Differ
- 2019: Buddies Bustin’
- 2019: Cheaters
- 2019: Coming Out Bi (7 – 10)
- 2019: Control Her
- 2019: Drive
- 2019: Emergency Sex
- 2019: Family Transformation
- 2019: First Time Bi-ers
- 2019: Gay Super Villains
- 2019: His Dark Secrets
- 2019: Hot for My TS Teacher
- 2019: Hot for Transsexuals (7 – 10)
- 2019: Longest Erection of My Life
- 2019: Magic Nerds and Muscle Sex Bots
- 2019: Masturbation Station
- 2019: Night Riders
- 2019: One Night Stands
- 2019: Please Don’t Stop
- 2019: Power Yoga
- 2019: Pranksters 4
- 2019: Rental House
- 2019: Roomie Rub Down
- 2019: Scared Stiff 2: The Amityville Whore
- 2019: Sex Bi Candlelight
- 2019: Stand Bi Me
- 2019: Stepmom Seductions
- 2019: Transactive
- 2019: Trans-Sylvania
- 2019: Transgression
- 2019: What’s Up His Ass?
- 2020: 3 Can Play That Game
- 2020: Anatomy of a Men Scene
- 2020: Bi Any Means Necessary
- 2020: Bi For Now
- 2020: Bi Fourgies
- 2020: Bisexual Bros-in-Law
- 2020: Brotherly Bond
- 2020: Captain Rapid
- 2020: Christmas Wish Cum True
- 2020: Dick Masters
- 2020: Excess
- 2020: Gaybors
- 2020: Get a Room
- 2020: Getting Lucky
- 2020: Hard Bros
- 2020: Hard Pump (II)
- 2020: His First Trans Encounter
- 2020: In the Action
- 2020: Innocent Bi-Stander
- 2020: Interracial Jocks
- 2020: Killer on the Loose
- 2020: Meet Clark Parker
- 2020: My Husband’s First Time
- 2020: My Wife Found Out I’m Bi
- 2020: Not Thinking Straight (II)
- 2020: Secret Obsessions 2
- 2020: Sexual Healing 2
- 2020: She Wants Him

- 2020: Widow (II)

Anderes
- 2020: Pornstar Pandemic: The Guys

## Auszeichnungen
- 2020 AVN Awards: Beste Transgender-Gruppensex-Szene, mit Chanel Santini, Lance Hart, Will Havoc, Pierce Paris & Wolf Hudson, in Chanel Santini: TS Superstar (Evil Angel Films)[9]
- 2020 GayVN Awards: Bester Nebendarsteller, in At Large (Raging Stallion/Falcon)[10]
- 2020 Grabby Awards: Performer des Jahres, mit Michael Delray[5]
- 2021 GayVN Awards: Beste Bi-Sex-Szene, mit Maya Bijou & Kaleb Stryker, in The Elevator Goes Both Ways (WhyNotBi.com)[11]
- 2021 XBIZ Awards: Performer des Jahres[8]
- 2021 Transgender Erotica Awards: Best Boy/Girl Scene mit Daisy Taylor; Best Non-TS Male Performer[12]
- 2024 AVN Awards: Niche Specialty Performer of the Year[13]
- 2024 AVN Awards: Best Double-Penetration Sex Scene in Influence: Vanna Bardot – Part 3 (zusammen mit Vanna Bardot & Alex Jones)[13]
- 2024 AVN Awards: Best VR Trans Sex Scene in Measure Me (zusammen mit Emma Rose)[13]
- 2024 AVN Awards: Hottest Trans Creator Collab (zusammen mit Aubrey Kate)[13]